# Marshalleilanden op de Olympische Zomerspelen 2024
De Marshalleilanden namen deel aan de Olympische Zomerspelen 2024 in Parijs.

## Aantal Deelnemers
Hieronder volgt een overzicht van de atleten die zich kwalificeerden voor de Olympische Zomerspelen van 2024.
| Sport         | Mannen | Vrouwen | Totaal |
| ------------- | ------ | ------- | ------ |
| Atletiek      | 1      | 0       | 1      |
| Gewichtheffen | 0      | 1       | 1      |
| Zwemmen       | 0      | 1       | 1      |
| Totaal        | 1      | 2       | 3      |

## Deelnemers en resultaten

### Atletiek

#### Loopnummers
Mannen
| Atleet       | Onderdeel | Voorronde | Voorronde | Series         | Series         | Herkansingen | Herkansingen | Halve finale   | Halve finale   | Finale         | Finale         |
| Atleet       | Onderdeel | Tijd      | Rang      | Tijd           | Rang           | Tijd         | Rang         | Tijd           | Rang           | Tijd           | Rang           |
| ------------ | --------- | --------- | --------- | -------------- | -------------- | ------------ | ------------ | -------------- | -------------- | -------------- | -------------- |
| William Reed | 100 m     | 11,29 PB  | 6         | Niet geplaatst | Niet geplaatst | n.v.t.       | n.v.t.       | Niet geplaatst | Niet geplaatst | Niet geplaatst | Niet geplaatst |

### Gewichtheffen
Vrouwen
| atlete        | onderdeel | trekken | trekken | stoten | stoten | totaal | rang |
| atlete        | onderdeel | score   | rang    | score  | rang   | totaal | rang |
| ------------- | --------- | ------- | ------- | ------ | ------ | ------ | ---- |
| Mattie Sasser | -59 kg    | 94      | 12      | 115    | 10     | 209    | 10   |

### Zwemmen
Mannen
| Atleet         | Onderdeel       | Series   | Series | Halve finale   | Halve finale   | Finale         | Finale         |
| Atleet         | Onderdeel       | Tijd     | Rang   | Tijd           | Rang           | Tijd           | Rang           |
| -------------- | --------------- | -------- | ------ | -------------- | -------------- | -------------- | -------------- |
| Phillip Kinono | 50 m vrije slag | 27,43 PB | 64     | Niet geplaatst | Niet geplaatst | Niet geplaatst | Niet geplaatst |

Vrouwen
| atlete       | onderdeel       | series   | series | halve finale   | halve finale   | finale         | finale         |
| atlete       | onderdeel       | tijd     | rang   | tijd           | rang           | tijd           | rang           |
| ------------ | --------------- | -------- | ------ | -------------- | -------------- | -------------- | -------------- |
| Kayla Hepler | 50 m vrjie slag | 30,33 PB | 62     | niet geplaatst | niet geplaatst | niet geplaatst | niet geplaatst |